# Barking (Londyn)

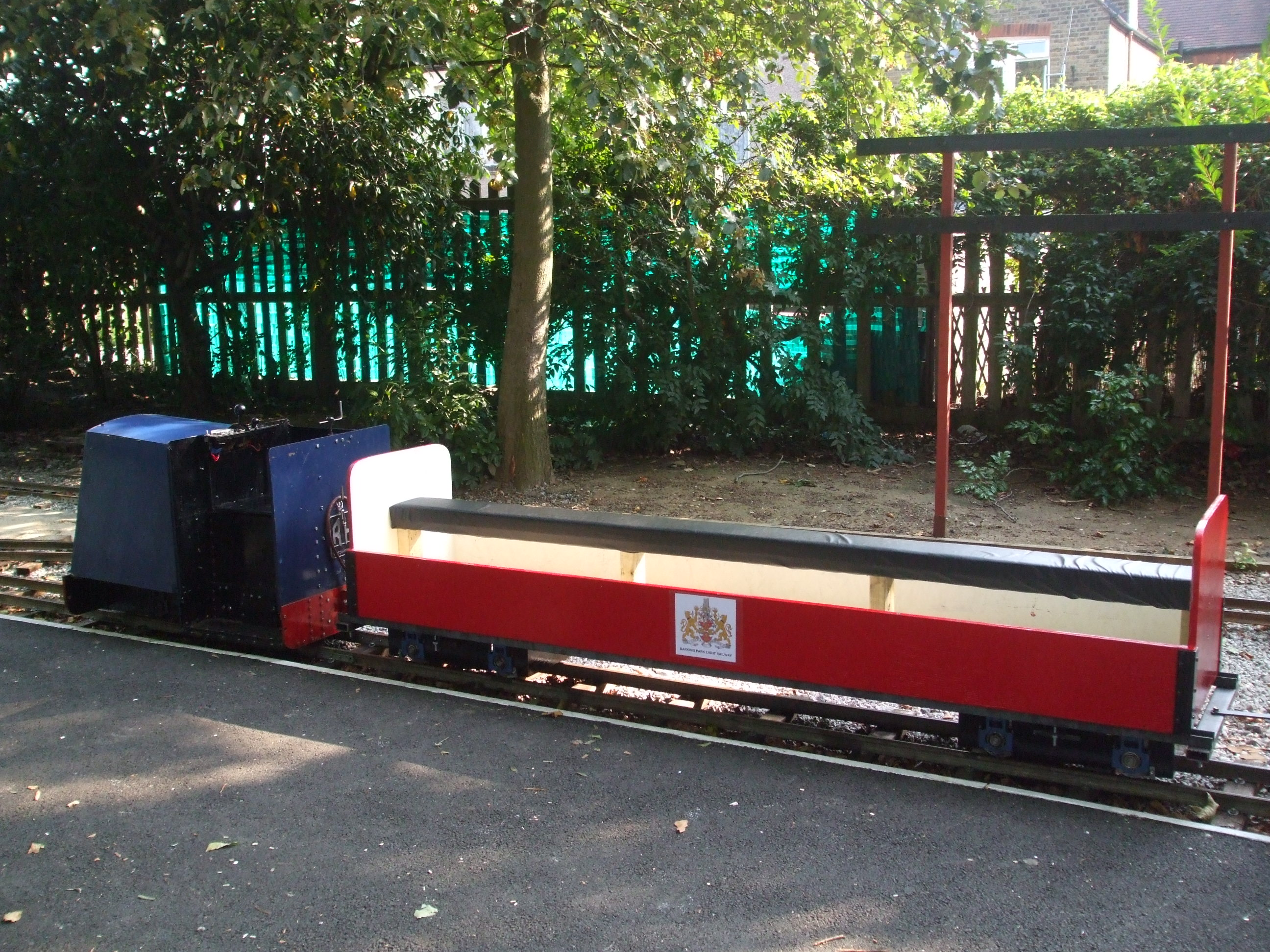
Barking Park Light Railway

Barking – dzielnica we wschodnim Londynie wchodząca w skład London Borough of Barking and Dagenham. Przed utworzeniem w 1965 roku regionu Wielkiego Londynu, dzielnica należała do hrabstwa Essex.
Zamieszkuje ją wielu obcokrajowców. Główną część mieszkańców dzielnicy stanowią czarnoskórzy i Hindusi.
W Barking znajduje się duży park o nazwie Barking Park. Są tam darmowe korty tenisowe, boisko do piłki nożnej, sztuczny staw, egzotyczne rośliny oraz plac zabaw. Kursuje tutaj minikolejka Barking Park Light Railway.
W dzielnicy tej jest też stacja metra i kolei o nazwie Barking. Można dojechać z niej metrem do centrum linią District Line albo Hammersmith & City Line, a także przemieścić się wszerz Londynu pociągiem linii London Overground lub c2c, której pociągi kursują także w inne miejsca w Wielkiej Brytanii.
Na terenie Barking znajduje się kilka szkół pierwszego stopnia (m.in. Gascoigne Primary School) oraz drugiego (m.in. Barking Abbey Secondary School), a także Barking Learning Centre. W okolicach stacji Barking mieszczą się także szkoły takie jak Bells College, Futures College i Leaders College London (Barking Campus).
Największymi ulicami w Barking są The Shaftesburys, Cooke Street, Gascoigne Road oraz St. Ann's. Jest tam siedziba banku Barclays, wiele sklepów, supermarkety Lidl i Asda, restauracje, kioski, poczta i wielki plac, na którym w dni powszednie odbywa się bazar.
Oprócz tego w Barking znajdują się The Broadway (kino i teatr w jednym budynku), dwa lombardy, puby, The Clock House, Abbey Sports Centre 
i Curfew Tower.